# Pšovlky
Pšovlky (německy Pschoblik) jsou obec v okrese Rakovník ve Středočeském kraji. Leží na soutoku Rakovnického potoka a Klečetné zhruba deset kilometrů západně od Rakovníka a osm kilometrů východně od Jesenice. Žije zde 272 obyvatel.

## Název
Název obce je odvozen od slovesa pcháti, píchat, zapichovati, ve smyslu boje, a znamená tedy ves lidí zapichujících (lovících) vlky.

## Historie
První písemná zmínka o vesnici pochází z roku 1273, kdy se Pšovlky připomínají v majetku tepelského kláštera. V urbáři Chotěšovského kláštera je zmínka o správci tvrze v obci Křenice z roku 1408. Tímto správce byl Bušek Dlask z Pšovlk a byl zde ještě v roce 1426. Bušek byl nejmladším synem Markvarta Dlaska z Pšovlk. Dlaskové měli v erbu uťatou vlčí hlavu s třemi zuby na krvavém poli. Je pravděpodobné, že patří k roku Kinských, kteří svůj původ odvozují od rodu Dlasků.

## Obyvatelstvo
Při sčítání lidu v roce 1921 zde žilo 501 obyvatel (z toho 234 mužů), z nichž bylo 99 Čechoslováků a 402 Němců. Kromě jednoho evangelíka se hlásili k římskokatolické církvi. Podle sčítání lidu z roku 1930 měla vesnice 513 obyvatel: 151 Čechoslováků, 360 Němců a dva cizince. Stále převládala římskokatolická většina, ale žilo zde také sedm evangelíků, šestnáct členů církve československé a osm lidí bez vyznání.
| Rok            | 1869 | 1880 | 1890 | 1900 | 1910 | 1921 | 1930 | 1950 | 1961 | 1970 | 1980 | 1991 | 2001 | 2011 | 2021 |
| -------------- | ---- | ---- | ---- | ---- | ---- | ---- | ---- | ---- | ---- | ---- | ---- | ---- | ---- | ---- | ---- |
| Počet obyvatel | 389  | 435  | 439  | 444  | 464  | 501  | 513  | 311  | 317  | 282  | 267  | 238  | 246  | 308  | 266  |
| Počet domů     | 63   | 69   | 73   | 83   | 88   | 90   | 113  | 109  | 88   | 84   | 76   | 95   | 101  | 103  | 107  |

## Obecní správa

### Územněsprávní začlenění
Dějiny územněsprávního začleňování zahrnují období od roku 1850 do současnosti. V chronologickém přehledu je uvedena územně administrativní příslušnost obce v roce, kdy ke změně došlo:
- 1850 země česká, kraj Cheb, politický okres Žatec, soudní okres Jesenice[10]
- 1855 země česká, kraj Žatec, soudní okres Jesenice
- 1868 země česká, politický okres Podbořany, soudní okres Jesenice
- 1939 Sudetenland, vládní obvod Karlovy Vary, politický okres Podbořany, soudní okres Jesenice[11]
- 1945 země česká, správní okres Podbořany, soudní okres Jesenice[12]
- 1949 Karlovarský kraj, okres Podbořany[13]
- 1960 Středočeský kraj, okres Rakovník
- 2003 Středočeský kraj, obec s rozšířenou působností Rakovník

### Obecní symboly
Znak byl obci udělenyl rozhodnutím předsedy Poslanecké sněmovny Parlamentu České republiky dne 8. října 2001.

## Společnost
V obci Pšovlky (německy Pschoblik, 501 obyvatel) byly v roce 1932 evidovány tyto živnosti a obchody: 2 řezníci, holič, 3 hostince, 2 obchody se smíšeným zbožím, rolník, 2 mlýny, 2 kováři, trafika, truhlář, tesařský mistr.

## Doprava
Dopravní síť
- Pozemní komunikace – Obcí prochází silnice II/228 Jesenice–Rakovník.
- Železnice – Pšovlky leží na železniční trati Rakovník – Bečov nad Teplou. Je to jednokolejná regionální trať, doprava byla zahájena roku 1897. Na území obce leží personálem neobsazená dopravna Pšovlky.

Veřejná doprava 2011
- Autobusová doprava – V obci měla zastávku autobusová linka Rakovník – Jesenice – Žďár (v pracovních dnech 5 spojů) (dopravce ANEXIA). O víkendu byla obec bez autobusové dopravní obsluhy.
- Železniční doprava – Po úseku železniční trati Rakovník – Bečov nad Teplou mezi Rakovníkem a Jesenicí jezdilo v pracovních dnech 14 párů osobních vlaků, o víkendech 8 párů osobních vlaků.

## Pamětihodnosti

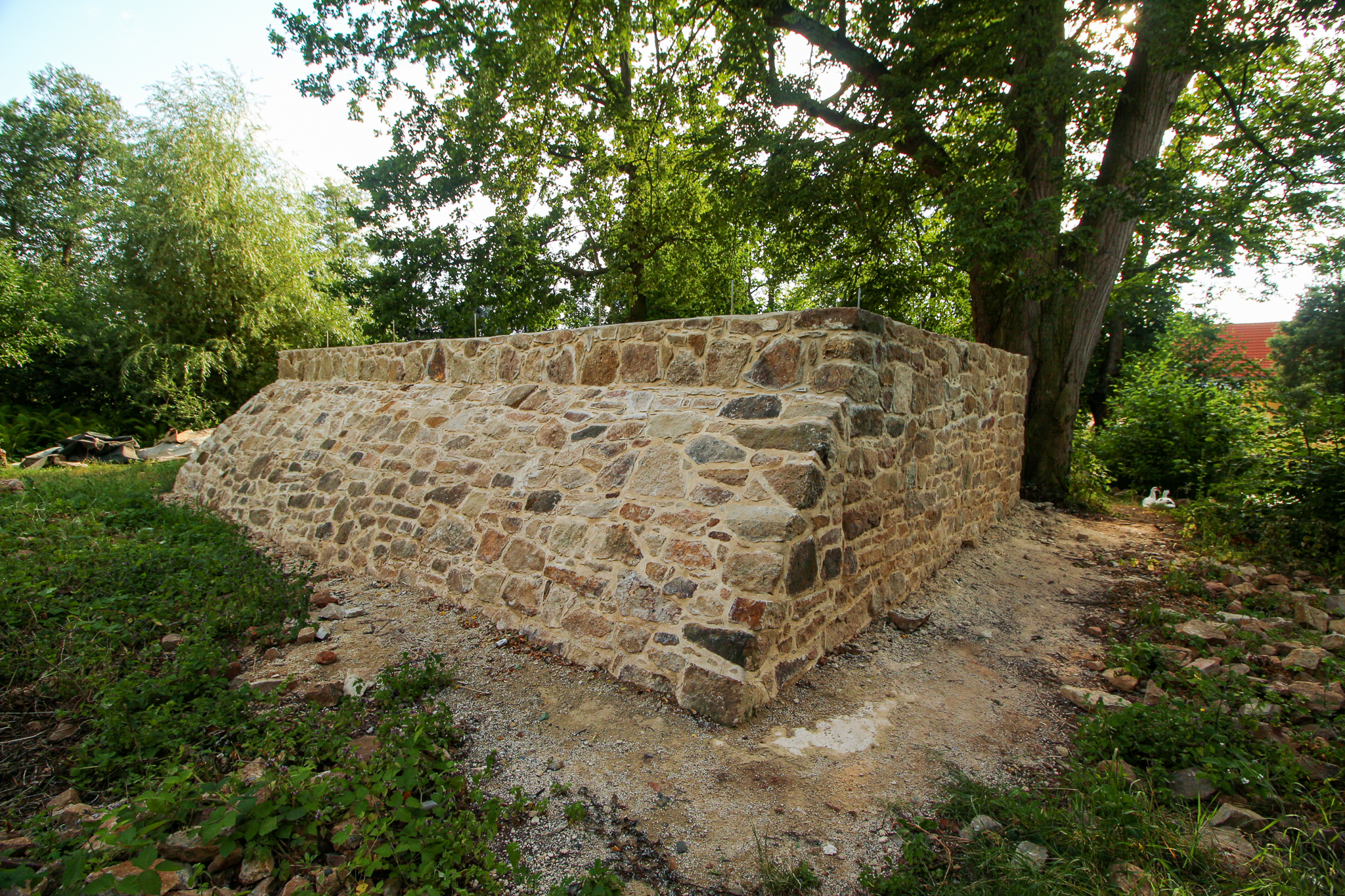
Pšovlky tvrz

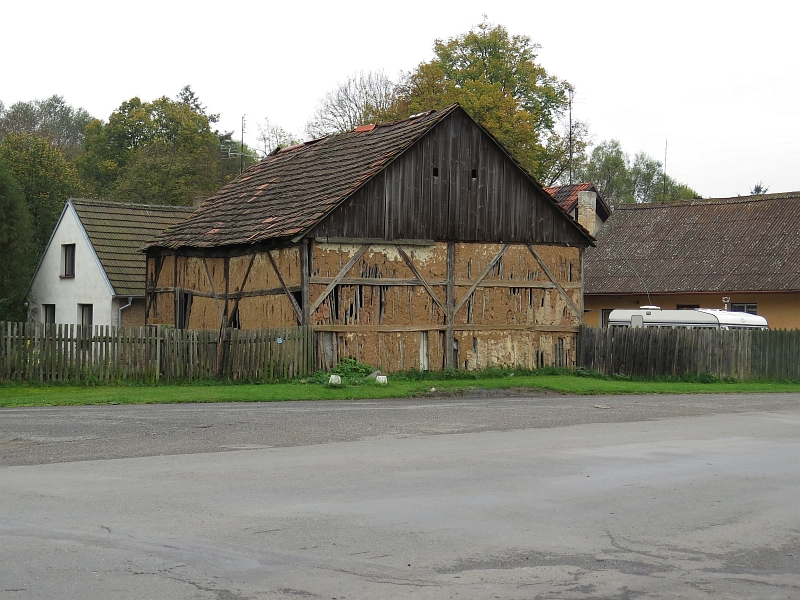
Stodola u čp.23

- V areálu zemědělského dvora se dochovalo tvrziště pšovlcké tvrze založené ve 13. století. Zanikla během třicetileté války.[5] Od roku 2019 probíhá obnova tvrziště svépomocí místních obyvatel ve spolupráci s ministerstvem kultury, které poskytlo příspěvek. [16]
- Stodola u domu čp. 23